# Gymnasium Fridericianum Erlangen

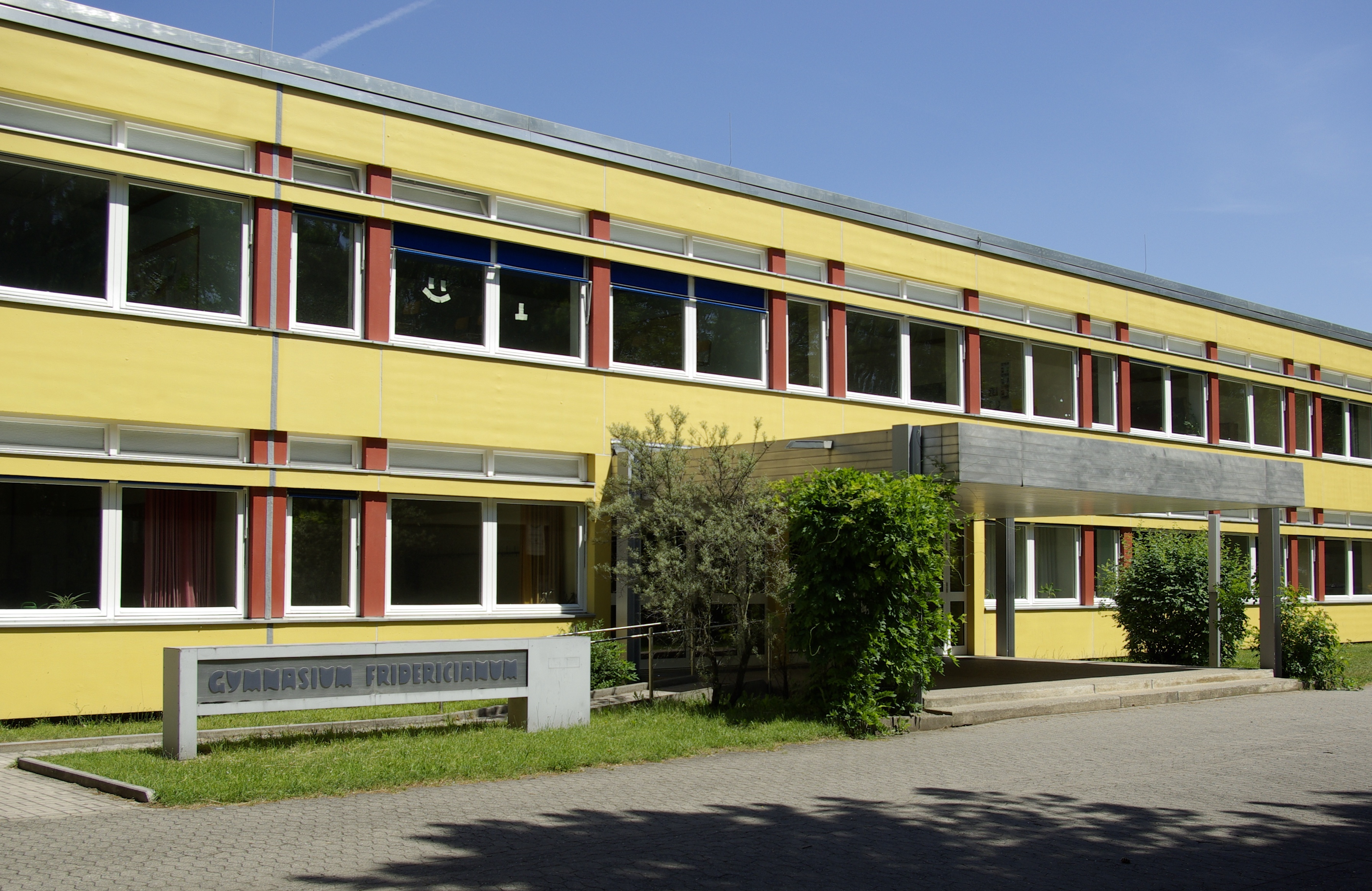
Haupteingang des Gymnasiums Fridericianum in der Sebaldusstraße, 2012

Das Gymnasium Fridericianum ist ein humanistisches Gymnasium in der Sebaldussiedlung im Osten der Stadt Erlangen.
Als erste Fremdsprache wird Latein unterrichtet. In der sechsten Klasse kommt Englisch dazu, ab der achten Klasse wird Altgriechisch gelehrt. Ab der zehnten Klasse kann Spanisch als spätbeginnende Fremdsprache als Alternative zu Latein oder Englisch gewählt werden.
Seit 1975 existiert am Gymnasium Fridericianum die Schülerzeitung „humblatt“, die ein- bis zweimal jährlich veröffentlicht wird. Das „humblatt“ hat mehrere Preise gewonnen, darunter 2004 den dritten Platz beim Schülerzeitungswettbewerb des Bundespräsidenten.

## Geschichte

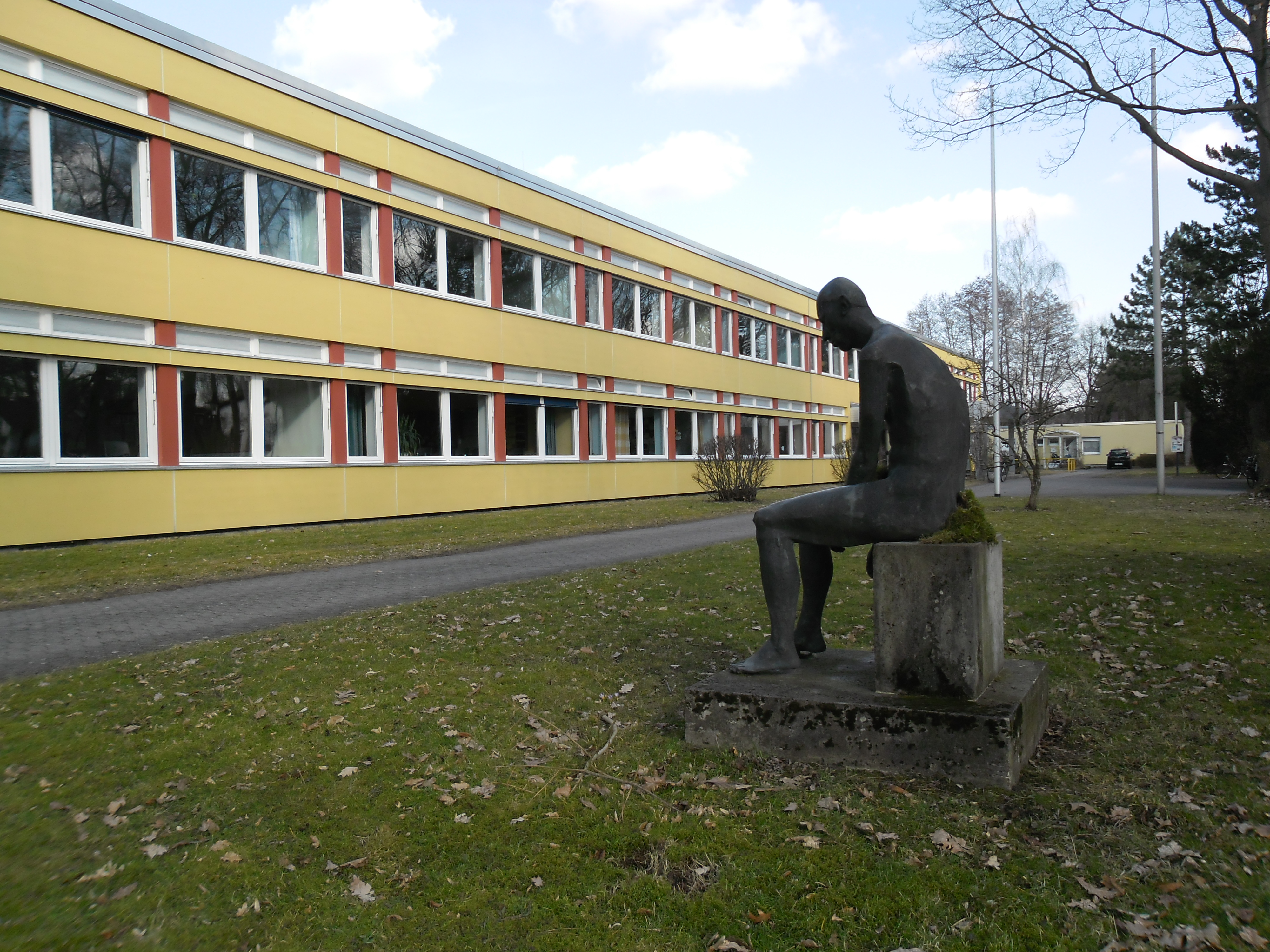
Südseite mit Plastik Schiller, 2012

Die Schule wurde 1745 als Gymnasium Illustre Erlangense von Markgraf Friedrich von Brandenburg-Bayreuth gestiftet. Ursprünglich war es vor allem dazu gedacht, der zwei Jahre zuvor gegründeten Friedrich-Alexander-Universität Studenten zuzuführen. Erster Scholarch wurde Georg Wilhelm Pötzinger.
Das Gymnasium befand sich zunächst in einem Gebäude der ehemaligen Ritterakademie am Erlanger Holzmarkt (heutiger Name Hugenottenplatz). 1828 erfolgte der Umzug in das sogenannte Lange Haus (Theaterstraße 3). 1879 bezog das Gymnasium den Schulneubau auf dem ehemaligen Reformierten Friedhof in der Oberen Karlstraße. Nach dem letzten Umzug in den 1968 fertiggestellten Neubau in der Sebaldusstraße 37 wurde das Gebäude in der Oberen Karlstraße abgerissen. Hier entstand von 1970 bis 1974 der Neubau der Universitätsbibliothek. Das Gebäude der ehemaligen Ritterakademie wurde 1958 bis auf einige erhaltene Reste der Fassade abgerissen.
Beim heutigen Standort Sebaldusstraße befindet sich die Plastik Schiller von Wilhelm Uhlig aus dem Jahr 1975, deren Name sich jedoch auf den Familiennamen des Modells bezieht, nicht auf Friedrich Schiller.

## Liste der Schulleiter
- 1745–1748: Friedrich Oertel (1706–1748), seit 1736 Professor der Beredtsamkeit und Dichtkunst
- 1748–1758 Friedrich Deubner
- 1758–1770: Johann Wiesner
- 1770–1776: Friedrich Christian Lorenz Schweigger
- 1776–1790: Johann Jacob Sartorius (1730–1790)
- 1790–1803: Johann Bernhard Lippert (1752–1819)
- 1803–1811: Kaspar Besenbeck
- 1812–1814: Lorenz Gerlach
- 1814–1816: Johann Stutzmann
- 1816–1819: Johann Richter
- 1819–1862: Ludwig von Döderlein (1791–1863)
- 1862–1869: Ludwig von Jan
- 1869–1885: Friedrich Sartorius
- 1885–1899: Adolf Westermeyer
- 1899–1916: Karl Dietsch
- 1916–1919: Christoph Schoener
- 1919–1928: Ernst Knoll
- 1928–1933: Karl Bullemer (1933 wegen angeblichen Hochverrats in Schutzhaft genommen)
- 1933–1941: Paul Kegler
- 1941–1943: Wilhelm Schelter
- 1943–1945: Fritz Bihrle
- 1945–1950: Paul Kegler (wiedereingesetzt)

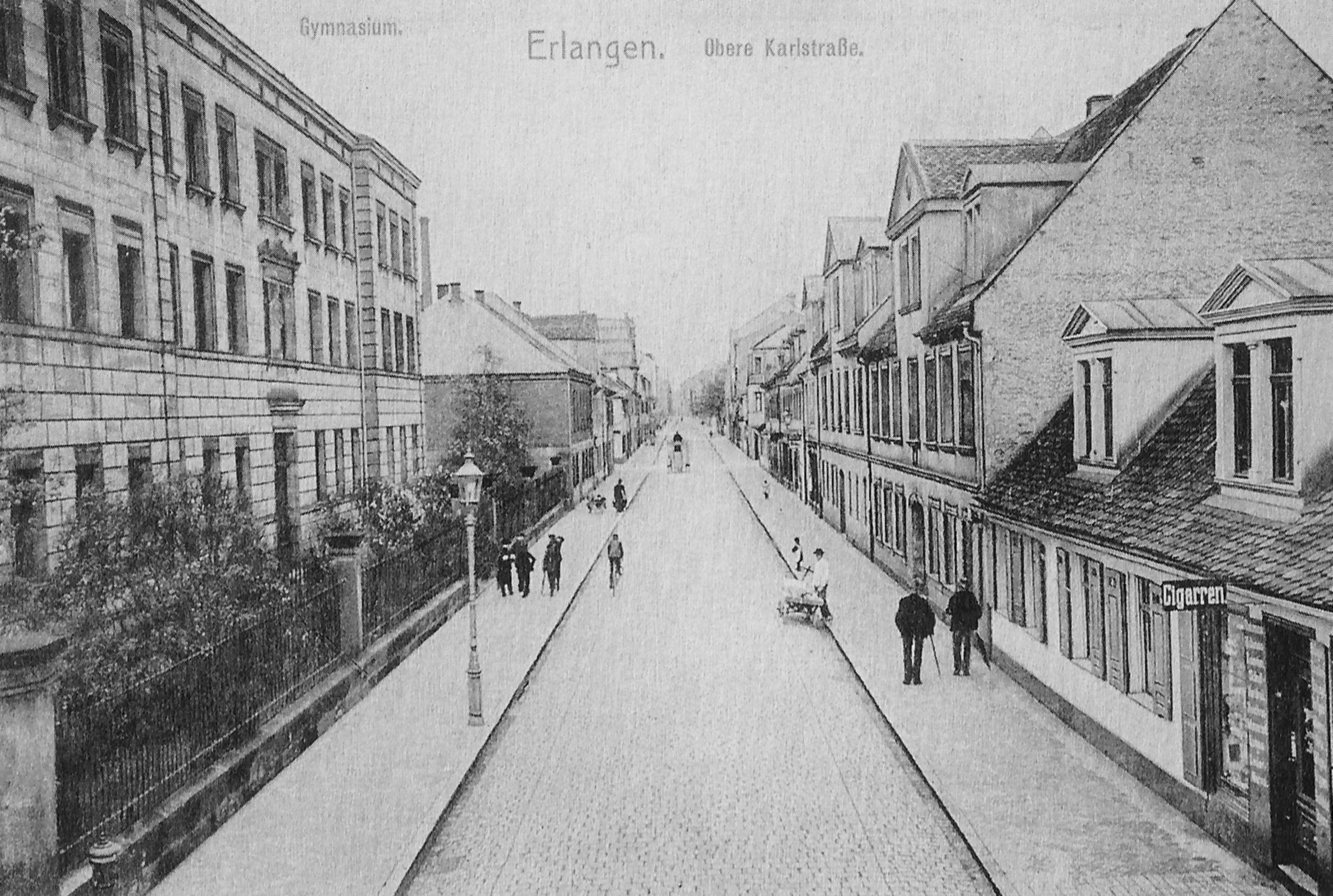
Das Gymnasium (links) am einstigen Standort in der Oberen Karlstraße, um 1910

- 1950–1955: Ernst Höhne
- 1955–1970: Hans Strohm
- 1970–1981: Leo J. Suschko
- 1981–1985: Herbert Fuchs
- 1985–2000: Hanns Kuen
- 2000–2016: Gerhard Hammer
- 2016–2023: Gerhard Nöhring
- seit 2024: Christian SchöffelDas Gymnasium   (links) am einstigen Standort in der Oberen Karlstraße, um 1910

## Bekannte Fridericianer
- Johann Georg Krafft (1740–1772), evangelischer Theologe und Hochschullehrer
- Conrad Geiger (1751–1808), Maler
- Heinrich Friedrich Isenflamm (1771–1828), Anatom und Hochschullehrer
- Georg Simon Ohm (1789–1854), Physiker
- Friedrich von Ammon (1791–1855), Professor der Theologie
- David Morgenstern (1814–1882), erster jüdischer Landtagsabgeordneter in Bayern
- August Ebrard (1818–1888), reformierter Theologe
- Carl von Müller (1845–1933), Regierungspräsident in Unterfranken
- Siegfried Lichtenstaedter (1865–1942), Verwaltungsjurist, Publizist, Holocaustopfer
- Wilhelm Sebastian Schmerl (1879–1963), Pfarrer und Schriftsteller
- Claudius von Schwerin (1880–1944), Jurist, Rechtshistoriker und Hochschullehrer
- Hans Geiger (1882–1945), Physiker, Entwickler des Geigerzählers
- Ernst Penzoldt (1892–1955), Schriftsteller, Zeichner, Bildhauer und Karikaturist
- Ernst Georg Deuerlein (1893–1978), Chemielehrer in Nürnberg, Heimatkundler Erlangens
- Gert Specht (1925–2018), Chirurg in Harburg, Lübeck und West-Berlin
- Elke Sommer (* 1940), Schauspielerin, Sängerin, Regisseurin und Malerin
- Heinrich von Pierer (* 1941), langjähriger Vorstands- und Aufsichtsratsvorsitzender der Siemens AG
- Michael Holm (eigentlich: Lothar Walter; * 1943), bekannter Sänger, Musiker, Songwriter und Produzent
- Ulrich Strunz (* 1943), Internist, Triathlet, Buchautor („Fitnesspapst“)
- Karl-Heinz Hiersemann (1944–1998), Politiker, Vizepräsident des Bayerischen Landtags
- Josef Schmidt (Philosoph) (* 1946), Philosoph und Jesuit
- Johannes Friedrich (* 1948), Evangelischer Theologe, Landesbischof der Evangelisch-Lutherischen Kirche in Bayern
- Peter März (* 1952), Historiker, von 2004 bis 2011 Leiter der Bayerischen Landeszentrale für politische Bildungsarbeit
- Karlheinz Brandenburg (* 1954), Elektrotechniker und Mathematiker, einer der Väter des mp3-Verfahrens zur Audiodatenkompression
- Joachim Herrmann (* 1956), Politiker, bayerischer Innenminister
- Ursula März (* 1957), Literaturkritikerin und Autorin
- Kai Brodersen (* 1958), Althistoriker
- Jürgen Richter (* 1958), Prähistorischer Archäologe und Hochschullehrer
- Agnes Relle (* 1959), Übersetzerin
- Alexander Voitl (* 1964), Verwaltungsjurist
- Achim Beierlorzer (* 1967), Fußballer und Trainer
- Florian Schwarthoff (* 1968), Leichtathlet
- Annette Thierauf-Emberger (* 1977), Rechtsmedizinerin
- Thomas Wischmeyer (* 1983), Jurist, Universitätsprofessor an der Universität Bielefeld

## Bekannte Lehrer
- Georg Besenbeck (1731–1762), Lehrer und Konrektor
- Gustav Bissinger (1825–1898), Lehrer für Latein, Griechisch, evangelische Religionslehre und Ehrenbürger der Stadt Erlangen
- Friedrich Hauck (1882–1954), Religion
- Johann Georg Herzog (1822–1909), Musik
- Jens Holzhausen (* 1963), seit 2006 Lehrer für Latein, Griechisch, evangelische Religionslehre (Seit 2008 apl. Prof. an der Universität Bamberg)
- Hermann Künneth (1892–1975), Mathematiker
- Erich Mulzer (1929–2005), Gymnasialprofessor, Deutsch, Geschichte, Erdkunde, Sozialkunde, Vorsitzender der Altstadtfreunde Nürnberg
- Samuel Wilhelm Oetter (1720–1792), Lehrer und Konrektor ab 1745
- Friedrich Sponsel (1921–1980), Lehrer und Bürgermeister der Stadt Erlangen
- Günter Wojaczek (1932–1997), Altphilologe und Fachdidaktiker der Alten Sprachen, absolvierte hier einen Teil seines Vorbereitungsdienstes für das Lehramt an Höheren Schulen